# Kenchaviranahalli, Gubbi
Kenchaviranahalli là một làng thuộc tehsil Gubbi, huyện Tumkur, bang Karnataka, Ấn Độ.